# Рац, Эрвин
Эрвин Рац (нем. Erwin Ratz; 22 декабря 1898, Грац — 12 декабря 1973, Вена) — австрийский музыковед.
В 1918—1922 годах Эрвин Рац учился у Гвидо Адлера в Институте музыковедения Венского университета, одновременно изучал композицию в семинаре Арнольда Шёнберга, оказавшего на него значительное влияние. С 1945 года преподавал в Венской Высшей школе музыки, с 1957 года профессор. 
В 1955 году Рац был избран президентом Международного Малеровского общества, в этом качестве возглавлял работу по научно выверенному изданию сочинений Густава Малера. Опубликовал фундаментальную монографию «Введение к учению о музыкальной форме» (нем. Einführung in die musikalische Formenlehre; 1951).